# Dan Baker
Daniel David "Dan" Baker es un personaje ficticio de la serie de televisión australiana Home and Away interpretado por el actor australiano Tim Campbell del 1 de septiembre de 2004 hasta el 28 de noviembre de 2007.

## Biografía
Dan llega a la bahía por primera vez cuando se entera de que su hermano el oficial Peter Baker se encuentra en estado de coma luego de haber recibido varios disparos de Sarah Lewis. Pronto encuentra un trabajo en la escuela local como maestro y consejero y comienza a sentirse atraído por Leah Poulos y comienzan una relación a pesar de que el esposo de Leah, Vinnie Patterson seguía vivo y en protección a testigos. Cuando su hermano Peter despierta de su coma ambos comienzan a competir por el afecto de Leah el cual Dan gana.
Poco después Dan le propone matrimonio a Leah después de que esta se divorciara de Vinnie y Leah acepta, pero no se pueden casar en ese momento porque Dan seguía casado con su ex Amanda Vale y deben esperar a que el divorcio estuviera listo. Poco después de un accidente de hidroavión Dan le propone matrimonio a Leah de nuevo, esta vez dándole un anillo, y ella acepta nuevamente.
Cuando Amanda llega a la bahía con el hijo de ambos, Ryan Baker, su relación con Leah comienza a sufrir cuando Amanda intenta sabotear su boda y cuando a Ryan no le cae bien Leah con quien comienza a portarse mal, sin embargo a pesar de los problemas la pareja logra superarlos y terminan casándose en presencia de amigos y familiares, durante la recepción Dan interpreta una versión improvisada de "Soul Kind of Feeling". Semanas después del matrimonio Dan recae en su antiguo problema de apostar en juegos por lo que sus deudas aumentan, cuando Leah se entera de que no puede tener hijos la pareja considera someterse a la fecundación in vitro, sin embargo las cosas empeoran entre ellos cuando Dan gasta el dinero para pagar sus deudas.
Poco después las cosas empeoran cuando Leah es secuestrada por Dudley Shepherd un hombre al que Dan le debía, luego de ser rescatada Leah decide separarse de Dan, sin embargo regresan brevemente cuando Leah descubre que está embarazada lo que deja encantados a ambos, sin embargo cuando Dan descubre que Leah besó a su hermano Peter le dice que no quiere nada con ella y poco después Leah pierde al bebé.
Dan devastado por la muerte del bebé trata de distanciarse de Leah y termina acostándose con Amanda, al día a pesar de sentirse culpable y lamentar haberse acostado con Amanda decide no regresar con Leah ya que no se sentía listo. Dan se muda por un corto tiempo con Kim Hyde y Jack Holden sin embargo cuando se da cuenta de que extraña a Leah la va a buscar, pero cuando Leah descubre que Dan se había acostado con Amanda lo rechaza y poco después Amanda se va a América con Ryan, esto ocasiona que Dan comenzara a beber en exceso y mientras cuidaba del hijo de Leah, VJ Patterson se queda dormido y cuando se despierta encuentra a VJ inconsciente, cuando Leah los encuentra se molesta con Dan por lo sucedido, molesto Dan sale de la casa y se sube a su coche el cual termina chocando con un árbol, Dan es llevado al hospital donde se recupera pero sufre de una gran hinchazón en su cerebro lo que comienza a ocasionar que actúe de forma errática primero destrozando la casa de Leah, luego besa a Sally Fletcher y comienza a tener visiones sobre Ryan, Dan comienza a caminar por el bosque y cuando es encontrado es llevado al hospital donde se recupera.
Cuando su hermano estuvo en una explosión y la policía creía que había muerto Dan decidió buscar a su hijo Drew Curtis y lo invita a vivir con él, pero las cosas se complican cuando Dan descubre que su sobrino Drew había comenzado una relación con su ex Amanda y trata de que termine con ella. Poco después Dan queda sorprendido y furioso cuando descubre que su hermano, Peter en realidad estaba vivo, pero logra perdonarlo. Aunque al inicio Dan no está de acuerdo con que su hermano Peter comience una relación con Amanda pronto lo acepta.
Más tarde Dan aburrido de la vida en la bahía decide buscar un nuevo desafío y secretamente comienza a buscar un nuevo trabajo, Leah comienza a sospechar de Dan y cree erróneamente que estaba teniendo una aventura con Gwen Stacy, cuando Leah lo confronta Dan finalmente le revela que en realidad hacía estado buscando un trabajo y había obtenido uno en los Estados Unidos, aunque al inicio Leah no quiere mudarse a América finalmente acepta. Dan se va primero para asentarse para que Leah y VJ se reúnan con él unos meses después. Leah decide vender su parte del Diner a Roman Harris y el día en que Leah se mudaría a los Estados Unidos recibe una llamada donde le dicen que Dan había muerto en un accidente de rappel en América, lo que deja a Leah destrozada. 
Los residentes deciden realizar una ceremonia conmemorativa para Dan en la bahía, poco después descubren que Dan había muerto intentando salvar la vida del hijo de Steve Bradford. Steve le da a Leah $100,000 dólares para que realice una ceremonia para Dan y Leah decide comprar con ese dinero una nueva parte del Diner y convertirla en un club social llamado "Den".